# ペットマーク
ペットマークとは、スポーツチームにおいてシンボルとなるマークの事。

## 日本プロ野球

### セ・リーグ
- 読売ジャイアンツ
  - 「ミスタージャイアンツ」→バットに乗った野球ボール→ジャビット(これは数種類作られており、使用するメディアや年代によって区々だった。) →G-KING→ウイニングジャビット→丸にGマークと「1934(Gマークの左側に19、右側に34)」「TOKYO」の文字
- 東京ヤクルトスワローズ
  - つばめのシルエット(国鉄)→鉄腕アトム(アトムズ)→つばめのキャラクター(ヤクルト)→ボールのキャラクター(ヤクルト)→つば九郎(ヤクルト･東京ヤクルト、所によっては「燕太郎」を使ったペットマークを使用する。)
- 横浜DeNAベイスターズ
  - 丸に鯨(大洋)→鯨に乗った少年(大洋)→マリン君(横浜大洋、2016年にDeNAベイスターズの5周年企画の一環として復活[1])→ホッシー(横浜)→星に「BAYSTARS」の文字(横浜DeNA、ところによっては、球団マスコットの『DBスターマン』を使うメディアもある。)
  - 2016年度からはシーズンスローガンをそのままシーズンロゴに採用している。
- 中日ドラゴンズ
  - 丸にボールをくわえた東洋龍→ドラ坊や→シャオロン
- 阪神タイガース
  - 1935年の球団創設当初より虎の顔が描かれたマークが使われており、2023年現在日本球界においては最長寿のエンブレムである。
  - 1980年代より、虎の顔が描かれたマークが入った赤円に黒の輪で囲んだデザイン（黒の輪の上部に「HANSHIN」、下部に「Tigers」のロゴがそれぞれ白文字で入っている）のペットマーク（通称：丸虎マーク）が使われている。
  - 2010年度から2014年度までトラッキーのイラスト（シーズンごとにデザインを変更）を虎マークの代わりにペットマークに採用していた。（ただし所によっては、現在も虎マークを使うメディアもあるため、トラッキーと併用していると思われる。）
- 広島東洋カープ
  - 丸に鯉と野球ボール→カープ坊や(デザインは一緒だがユニホームが変更されるとカープ坊やが着ているユニホームが変更される。)

### パ・リーグ
- 北海道日本ハムファイターズ
  - 子供のキャラクター(日拓)→弓矢を持つヘラクレス(日本ハム) →ファイターズ坊や(日本ハム)→ファイト君(日本ハム) →鉄仮面(日本ハム、球団マスコットのファイティーも併用) →七芒星(北海道日本ハムファイターズ、所によっては球団マスコットのB・Bを使うところもあった。)→ひし形にＦと七芒星
- 東北楽天ゴールデンイーグルス
  - クラッチ(球団初年度のみ)→クラッチ・クラッチーナ（「RAKUTEN EAGLES」のロゴマークも併用）→シンボルマークのE
- 埼玉西武ライオンズ
  - ライオン(西鉄、前足が2本のときもあったり1本のときがあったりした)→ライオン(太平洋→クラウン、太平洋からクラウンに球団名が変更された後も、同じデザインのキャラクター（帽子のマークを変えて）を使用)→レオ(西武)→ボールをつかむ獅子の手(埼玉西武ライオンズ)
- 千葉ロッテマリーンズ
  - 紅・青・白のラインにOrion’sの文字(毎日)→バットを持った桃太郎(東京)→バブル坊や(ロッテオリオンズ)→丸に帆船とカモメ(千葉ロッテ)→丸にカモメ(千葉ロッテ) →初期のマーくん(千葉ロッテ)→マーくん(千葉ロッテ)→丸にカモメ(千葉ロッテ)→丸にカモメ(千葉ロッテ、2020年にデザインを微修正)
  - 所により、マーくんを使用するメディアもあるため、併用していると思われる。
  - 現行のマーくんおよび一世代前の丸にカモメのマークは、韓国のロッテ・ジャイアンツにも使用されている。
- オリックス・バファローズ
  - ブレーブス坊や(阪急)→ブレービー(阪急→オリックス)→ネッピー(オリックス・ブルーウェーブ→バファローズ・後にリプシーも追加)→バファローブル・バファローベル（オリックス・バファローズ・ボールを模したロゴマークも併用）
  - なお、バファローズになってからはネッピー・リプシーのペットマークが毎年変更されたものと帽子のマークと同じBsマークを2010年まで使用。
- 福岡ソフトバンクホークス
  - 鷹のシルエット(南海)→子供をおぶった鷹(南海)→たかちゃん(南海)→ホーマーホーク(ダイエー)→ハリーホーク(ダイエー→ソフトバンク)
  - ハリーホークの体の色はダイエー時代はオレンジ、ソフトバンクになってからは黄色になっている。

### 消滅球団
- 大阪近鉄バファローズ
  - 猛牛マーク(岡本太郎デザイン) →バッファくん→バフィリード
- 湘南シーレックス（横浜の二軍）
  - レック
  - 神奈川県の湘南地区の地図､その上に｢Sealex｣ロゴ。
    - 上記二種類を併用していた。
- サーパス神戸→サーパス（オリックスの二軍）
  - サマー・シルキー

### その他
- また、球団創立記念の年には、必ず記念のペットマークが作られる。
- リーグ優勝・日本一時にも記念のペットマークが作られる。

## 日本プロサッカー

### Jリーグ
- 北海道コンサドーレ札幌
  - 北海道に生息する日本最大のフクロウ「シマフクロウ」を象徴的に図案化。頂点に羽ばたく翼を持つシマフクロウの盾型の中に、11個の星（結束したイレブン）、勝利を見据えるシマフクロウの眼光（闘志）、ブリザードを表す白ストライプ（攻撃性）を配し、それらが、ホームタウンを意味するリボンの円弧に根ざすデザイン。
  - 2016年に「北海道コンサドーレ札幌」にチーム名が変更されるに伴い、エンブレムに「HOKKAIDO」の文字が入る。
- ヴァンラーレ八戸
  - 八戸と南郷の特産物である「イカ」とその足を南郷のそばに見立ててボールをキャッチした姿をモチーフとしたもので、背景は八戸の海・青、南郷の緑をあしらう。
- いわてグルージャ盛岡
  - 2019年よりエンブレムを変更。外形は岩手県の形状をモチーフとした左右非対称のデザイン。盛岡藩主南部家の家紋「向かい鶴」をモチーフに、2羽の鶴が向かい合う。
  - 旧エンブレムも「向かい鶴」をモチーフに2羽の鶴が向かい合うもので、上にサッカーボールがデザインされている。
- ブラウブリッツ秋田
  - 秋田のなまはげと稲妻を取り入れたもの。
- ベガルタ仙台
  - 中央に鷲。鷲は、彦星の属する「わし座」に由来し、「勝利をもたらす鷲」をモチーフに。
- モンテディオ山形
  - 2021年12月にエンブレムを変更。雪の結晶をモチーフとした六角形の中に出羽三山を配置し、背面には最上川の流れをイメージした青・白・黄のストライプが入る。
  - 旧エンブレムのベースカラーはチームカラーのブルーとイエロー。中央に3個のサッカーボールとモンテディオのロゴ。その後ろにモンテディオの頭文字「Ｍ」と山形県の県章をシンボライズしたデザイン。
- 福島ユナイテッドFC
  - 中央に王冠を被ったフェニックスが福島県の地図が描かれたボールを持っている。
- いわきFC
  - いわき市のシルエットをかたどったもの。「グローイングスラッシュ」と呼ばれる青色の斜め線は、復興から成長へチームと共に上昇していくいわき市の姿をあらわす。
- 鹿島アントラーズ
  - 鹿嶋神宮に生息するシカをモチーフ。チームカラーの黒と赤をベースに白いシカの顔。
- 水戸ホーリーホック
  - 三つ葉葵（水戸徳川家の家紋）と竜。
- 栃木SC
  - 黄色い羽が生えたサッカーボールの周りに緑の光が差す。地の青色は「県鳥のオオルリ」を意味する。
- ザスパクサツ群馬
  - 草津町の郷土芸能になっている「前口の獅子舞」をモチーフにしたもの。獅子の口の中に温泉マークの湯気の部分と「KUSATSU」の文字が入る。
- 柏レイソル
  - 太陽の中央に「R」。
- ジェフユナイテッド市原・千葉
  - ベースは、赤・黄色・緑のトリコロール。その上に犬。
- 浦和レッドダイヤモンズ
  - クラブ発足時から2001年1月までは、縦長の菱形にサッカーボールの上半分と"MITSUBISHI URAWA FC"というロゴが書かれたもの。
  - 2001年2月から変更された現行のエンブレムには、埼玉県のサッカーの発祥の地である埼玉県師範学校（現在の埼玉大学教育学部の前身校の一つ）の校舎「鳳翔閣」や、埼玉県の県花であるサクラソウが描かれている。
- 大宮アルディージャ
  - 旧大宮市（現・さいたま市）のマスコット的存在のリスをメインに配置し、堅い守備力・バランスを意味するリスの尻尾に見立てた盾形。ボールから伸びる5本のストライプはスピードに乗った攻撃力を表現すると同時にシマリスの背中の模様、さらには5街道の一つ中山道が旧大宮市内を走ることも同時に表現。
- FC東京
  - チームカラーの青と赤を配色。東京の頭文字「T」に、親会社・東京瓦斯をイメージした炎をつけたデザイン。「T」の上には「Established（起源）」の略の「ETSD」、下にクラブ誕生年の「1999」
- 東京ヴェルディ1969
  - クラブ創設50年を迎えた2019年1月にエンブレムを変更。金色の地の中に緑色の始祖鳥がデザインされている。
  - 旧エンブレムは前身の「読売クラブ」時代より長年使用されたもので、フットボールを持った始祖鳥が描かれている。
- FC町田ゼルビア
  - ZELVIAの「Z」とMACHIDAの「M」がモチーフ。Zの斜めの部分に当たる3本ラインは、「市民」「行政」「チーム」の三位一体というクラブの基本姿勢を表現している。
- 川崎フロンターレ
  - 川崎市の花「つつじ」、チームマスコットの「イルカ」、チームカラーの水色と黒をあしらい、世界に向けて開かれた活力と、魅力ある臨海都市「川崎」を表現。
- 横浜F・マリノス
  - ベースは、赤・白・青のトリコロール。中央に碇、左にサッカーボール、右に3羽のカモメ。まわりに月桂樹。
  - なお、赤・白・青のトリコロールは、マリノスの前身・日産自動車サッカー部時代よりエンブレムに使用されている。
- 横浜FC
  - 不死鳥
  - エンブレム上部には1998年の横浜フリューゲルス存続活動でサポーターたちが身につけていた青いリボンが入る。
- Y.S.C.C.横浜
  - YSCCの「Y」の字がカモメをモチーフとしたデザインになっている。
- 湘南ベルマーレ
  - 湘南の白い砂浜と青い海がイメージ。 攻撃を表す三又の鉾、守備を表す盾で攻守のバランスの良さを表現。
- SC相模原
  - エンブレムを形どる六角形は、相模原市の特徴である工業を支えるボルトをモチーフにしたものである。また、エンブレムの5つの星（★）は、相模原市と平成の大合併で相模原市に編入された津久井郡4町を示している。
- ヴァンフォーレ甲府
  - 山梨の豊かな自然の象徴として県花「フジザクラ」を上部に配し、ヴァン（風）フォーレ（林）のチーム名の由来である武田信玄の家紋・武田菱を、ブドウをイメージしたワインレッドで表現。中央の「VFK」は、ヴァンフォーレ甲府の略語であるとともに「Vital Fighting Knights（生き生きと戦う気品ある勇士たち）」の意。
- アルビレックス新潟
  - 白鳥
- AC長野パルセイロ
  - 中央には旧称の「エルザ」に由来する雌ライオンに、下に長野県のシンボルであるリンゴの花を対で組み合わせて「パートナー」の意味を表している。
- 松本山雅FC
  - 最上部に常念岳を中心とした北アルプス、その下に松本城を図式化した盾。盾下部の３つの緑のラインは、信州の３つの山脈（飛騨・木曽・赤石山脈）を。４つの深緑は、「信濃の国」にも歌われる４つの平を表現。両サイドに県鳥でもある雷鳥を配置。右の雷鳥は旧エンブレムに使用された月桂樹の葉を咥えている。
- カターレ富山
  - 県花のチューリップ、立山連峰、富山湾で構成されたデザイン。
- ツエーゲン金沢
  - 石川県の「郷土の花」のクロユリを模したデザインを採用している。
- アスルクラロ沼津
  - 盾形の上部に空を表すクラブカラーの水色、下部に沼津の頭文字 "N" と富士山を表した白の山型に、海を表現した紺色のライン。エンブレムは水色に白抜きで「アスルクラロ」の頭文字 "ac" と、紺色に白抜きで「azulclaro」、山型は右上がりに伸びたデザインであり、「日本一の富士山よりも高い日本一に、そして世界へのスポーツクラブを目指す」というメッセージが込められている。
- 清水エスパルス
  - 世界に羽ばたくプロサッカークラブを目指すことの象徴として、中央に地球儀を配し、また地元・静岡の象徴である富士山を上部に組み合わせてデザイン。
- 藤枝MYFC
  - 藤枝市を表す盾に、サッカー伝承の地を示す緑色のストライプを配し、上にMYFC、中央にサッカーボールと藤枝市の市鳥であるウグイス、左右に上がり藤の図柄がある。
- ジュビロ磐田
  - 静岡県の県鳥・サンコウチョウを2羽。 3か所に見られる丸は、文字であると共に、それぞれが月・ 日・星を表現、ホームタウン・磐田市を流れる天竜川と静岡県内の大河、大井川、安倍川、富士川を象徴する上下の青い帯が描かれている。
- 名古屋グランパスエイト
  - 「NGE」と右上にシャチ。
- FC岐阜
  - ボールから木曽三川の流れをモチーフとした情熱の赤・知性の青・調和の緑のラインが引かれ、それぞれのラインの上に県花の蓮華草を配置。
- 奈良クラブ
  - サッカーボールで遊ぶ鹿。背面の青と赤は、「奈良」にかかる枕詞「あをによし」に由来する。
- 京都サンガF.C.
  - 鳳凰
- ガンバ大阪
  - 2022年シーズンより使用されているエンブレムは、炎、ハート、ゴールの3つの要素によってガンバ大阪の頭文字「G」を造形。エンブレム下部より上昇する炎の形状は、熱狂を生み出す青い炎となる。
  - ブルーとブラックで大阪府の府鳥「百舌鳥」を伝統の象徴である盾型にアレンジし、その中央にはサッカーボールが描かれ、勝利の証である月桂樹のかわりに、大阪府の木「銀杏」の葉が周囲を飾るもの（2021年まで使用）。
  - 1995年までは、マスコットのガンバボーイを使用。
- セレッソ大阪
  - 桜とオオカミ
  - 前身のヤンマーディーゼルサッカー部時代は、チームエンブレムにはサッカーボールを蹴るヤン坊マー坊が描かれていた。
- ヴィッセル神戸
  - 神戸の象徴・六甲山をイメージしたシェイプの中に、チームカラーである白と黒のストライプ。
- FC大阪
  - 円の中に「FC OSAKA」のデザインは2009年から変更されていないが、2014年にクラブカラーの変更に伴って赤から水色に変更、2021年にはチーム名変更により「F.C.OSAKA」に変更された。2022年にチーム名が再変更されたため、エンブレムも元に戻されている。
- ガイナーレ鳥取
  - 羽の生えたサッカーボール
- ファジアーノ岡山
  - 2018年にエンブレムを変更。大きく羽ばたく雉をデザイン。
- サンフレッチェ広島
  - 三本の矢
- レノファ山口FC
  - 山口市のランドマークの一つである瑠璃光寺五重塔（国宝）のシルエットをバックに、中心のサッカーボールには長州藩（毛利氏）の紋章（一文字に三つ星）をアレンジした模様が描かれ、外枠は盾をイメージした形となっている。
- 徳島ヴォルティス
  - 徳島の美しい自然をベースモチーフ。渦とロゴタイプは、鳴門の渦潮とスピードとパワーの渦巻くチームスピリットを表し、緑のラインは水面に映る山のシルエットを表現。
- カマタマーレ讃岐
  - 香川名物の讃岐うどんの「釜玉うどん」を模し、真ん中の卵黄の部分をサッカーボールを模った。
- FC今治
  - 村上水軍の家紋「折敷に縮み三文字」の旗と碇。
  - 2014年まで使われた旧エンブレムには、今治市のゆるキャラ「バリィさん」が配置されていた。
- 愛媛FC
  - 愛媛のシンボルである石鎚山系をスクード（盾）の一部に取り入れ、スクードの中央には県鳥のコマドリが2羽、サッカーボールをしっかりととらえる。またスクードの背景には瀬戸内海を思わせる海（波）も表されている。
- ギラヴァンツ北九州
  - 北九州市の花「ひまわり」と、太陽をモチーフとしている。中央には「北」の字を配置。
- アビスパ福岡
  - 中央の盾型はホームタウンを表し、ボールを囲むクラブ名はイレブンの"和"と"結束"を意味。 周囲の草模様で頑固な守りを、底部分の槍型は "ハチの一刺し(鋭い攻撃)を表現し、ヘッドの冠は "王者"を象徴している。
- サガン鳥栖
  - エンブレム全体はVICTORY（勝利）のVをイメージ。真ん中上部にあるのは、佐賀県・筑後地区に生息している天然記念物のカチガラスで、チームカラーのサガンブルーとサガンピンク、更に5色（上から、青、黄、黒、緑、赤）のV。そして、エンブレムの下にTrue champions in the hearts of all who love Sagantosu.（サガントスを愛する全ての人と共に、真のチャンピオンになる）と表記してある。
- V・ファーレン長崎
  - 県鳥のおしどり。
- ロアッソ熊本
  - 藤崎宮秋の例大祭の暴れ馬をモチーフにしたもの。
- 大分トリニータ
  - 大分県の頭文字であるアルファベットのOとホームスタジアムであるビッグアイの形状をモチーフに、 T-FLARE(T-フレア)をシンボルとしたエンブレムデザイン。
- テゲバジャーロ宮崎
  - 宮崎牛、宮崎神宮の鳥居、太陽と勾玉、みやざき地鶏をデザイン。2017年にクラブカラー変更に伴い配色が変更されている。
- 鹿児島ユナイテッドFC
  - 鹿児島のシンボルである桜島と錦江湾をイメージした絵をバックに、前身チームであるヴォルカ鹿児島のチームカラーの赤と同じく前身チームのFC鹿児島のチームカラーのライトブルーを配したデザインで、「鹿児島を日本全国、世界へと発信できるクラブになっていく決意」を表現している。
- FC琉球
  - 琉球王国の王冠と、サッカーボールを持つ二匹のシーサー。エンブレム下部の11本のラインは戦う11人の集団を表す。

### 日本フットボールリーグ(JFL)
- ソニー仙台FC
  - その昔、政治の中心地であった多賀城市を守っていた兵士の刀をモチーフに戦う姿勢を表したもの。また、天に向かう剣はリーグの頂点を目指すという意味が込められている。その剣の上にはアルファベットのSとSの組み合わせ。配色は、ブルーをベースに、フェアプレイを表わす白、冷静を表わす水色。
- 東京武蔵野シティFC
  - チームカラーのイエロー・ブルー・ホワイトを配し、ホームタウン・武蔵野市の花の一つである「ムラサキ（紫草）」をデザイン。
- MIOびわこ滋賀
  - 琵琶湖生息のナマズをデザイン。
- Honda FC
  - 浜松の「H」とHondaの「H」が重なり合い、かつての浜松市鳥であるツバメと雄大な遠州灘の波を型どったデザイン。
- ミネベアミツミFC
  - 長方形にチームカラーの白と青を使って、フェニックスとサッカーボールをデザイン。 
    - チームスローガンである「闘う集団」の象徴として、また宮崎の県木「フェニックス」と県鳥「こしじろやまどり」を不死鳥である「フェニックス」に置き換えて表現。
    - 「フェニックス」には「永遠に生き続ける者」「強い者」「唯一無二」という意味が込められており、イメージカラーである炎の赤は「攻め」「生命力と情熱」「南国の太陽」「エネルギー」「闘争心」を表現。

  - 2023年の社名・チーム名変更に伴い、配色が赤と白から白と青に変更された。また、エンブレムの背面に鍵のデザインが追加されている。
- ヴェルスパ大分
  - 赤白の3本線と周囲の白い模様は「おんせん県おおいた」の温泉を、中心部の山は由布岳・鶴見岳・高崎山を、下部の花は大分県の県花の豊後梅をそれぞれ表現。

### 日本女子プロサッカーリーグ（WEリーグ）
- マイナビ仙台レディース
  - 本拠地である仙台を象徴する「仙台七夕まつり」をモチーフにしたもの。
- 日テレ・東京ヴェルディベレーザ
  - 東京ヴェルディのものと同じ
- 三菱重工浦和レッズレディース
  - 浦和レッズのものと同じ
- ジェフユナイテッド市原・千葉レディース
  - ジェフユナイテッド千葉のものと同じ
- アルビレックス新潟レディース
  - アルビレックス新潟のものと同じ
- AC長野パルセイロ・レディース
  - AC長野パルセイロのものと同じ
- INAC神戸レオネッサ
  - 本拠地・神戸のシンボル「碇」とチーム名「レオネッサ（雌ライオン）」にちなんだ「雄雌のライオン」モチーフにチームカラーであるINACレッド×INACイエローを配色。
- サンフレッチェ広島レジーナ
  - サンフレッチェ広島のものと同じ

### なでしこリーグ
- セレッソ大阪堺レディース
  - セレッソ大阪のものと同じ。
- 岡山湯郷ベル
  - チームが世界へ向かって大きく羽ばたく姿を表現。中央に地球儀を配し、美作を流れる吉野川の清流の象徴である白鷺が世界に羽ばたく夢を描き、BelleのロゴのBにポニーテールの女性をデザイン。

## フットサル

### 日本フットサルリーグ
- シュライカー大阪
  - 大阪府の府鳥である「モズ」の顔をモチーフにしたもの
- バルドラール浦安
  - チームカラー（赤・黒）をバックに日本から世界に昇っていく龍をデザイン。
- 名古屋オーシャンズ
  - ライオン
- エスポラーダ北海道
  - 丸に北海道地図
- ヴォスクオーレ仙台
  - サン・ファン・バウティスタ号の船旗である卍（まんじ）。東北地方の光り輝く未来を表す6つの星。仙台市の木であるケヤキ。
- 湘南ベルマーレフットサルクラブ
  - 湘南の白い砂浜と青い海がイメージ。 攻撃を表す三又の鉾、守備を表す盾で攻守のバランスの良さを表現（Jリーグ・湘南ベルマーレと同じもの。）。
- 府中アスレティックフットボールクラブ
  - 日本競馬のメッカである東京競馬場がある「府中」にふさわしく、イメージキャラクターには「馬」を、またイメージカラーには馬の象徴である「ブラウン」を採用。エンブレムの2頭の馬は、「サッカー」と「フットサル」の両方で頂点を目指す強い決意を表している。
- アグレミーナ浜松
  - エンブレムの外枠は遠州の空っ風をイメージし、フットボールと浜松市の市章を横並びに配置する事で浜松のチームを強調。オレンジは特産物であるみかんを、上部の王冠は全体的に頂点に立つ事（王様）をイメージ。
- バサジィ大分
  - 盾形に、上が白、下がオレンジのツートン。オレンジの部分に黒いダイヤ型の四角をクロス。

## プレミアリーグ (バレーボール)

### 男子
- FC東京バレーボールチーム
  - Jリーグ・FC東京のものと同じ。
- 東レ・アローズ
  - 稲妻をモチーフにしたもの。
- パナソニック・パンサーズ
  - 黒豹

### 女子
- 久光製薬スプリングス
  - 親会社・久光製薬の主力商品「サロンパス」を擬人化したキャラクター「ハルちゃん」を使用。
- 東レ・アローズ
  - 稲妻をモチーフにしたもの。
- NECレッドロケッツ
  - ロケットに乗った少女
- JTマーヴェラス
  - マスコットキャラクターのマーヴェりん

### 廃部
- 武富士バンブー
  - かぐや姫

## アジアリーグアイスホッケー
- 王子イーグルス
  - 鷲斗くん
- 日光アイスバックス
  - しかっち（リリー・フランキーがデザインした、アイスホッケーの道具を装着した鹿）
- 日本製紙クレインズ
  - 力強い鶴をデザインしたキャラクター。その下に赤字に「CRENES」、その中に小さく「NIPPON PAPER」
- 東北フリーブレイズ
  - 青地にチームロゴ、後ろに白い翼。

### 廃部
- SEIBUプリンスラビッツ
  - ウサギ（なお、このマークは現在、女子のSEIBUプリンセス ラビッツで使用されている）

## ジャパンラグビートップリーグ
- パナソニック ワイルドナイツ
  - 甲冑を着た武将
- ヤマハ発動機ジュビロ
  - Jリーグ・ジュビロ磐田のチームロゴと同じものを使用。
- 東芝ブレイブルーパス
  - 赤色の狼
- サントリーサンゴリアス
  - ラグビーボールをバックに腕組みしたゴリラ
- NECグリーンロケッツ
  - ロケットに乗った少年
- 神戸製鋼コベルコスティーラーズ
  - コーロクン
- トヨタ自動車ヴェルブリッツ
  - ユニホームを着た雷神
- 九州電力キューデンヴォルテクス
  - 九州の地形を象ったベースの上下に、地元7県を表す7本のラインをレイアウト。チームキャラクターで日本神話に登場する力の神『アメノタヂカラオ』をデザイン。
- コカ･コーラレッドスパークス
  - 同球団のマスコットキャラクター・スパーキー
- クボタスピアーズ
  - ユニコーン
- キヤノンイーグルス
  - 盾形に黒・オレンジ・黒、中央に白の鷲。盾形の左右に黒の鷲。
  - 中央に大きく羽ばたく鷲はチーム、それを支える二羽の鷲がサポーター。チームの夢を実現するためにチームとサポーターが一体となっていることを表現。
- Honda HEAT 
  - 「火の玉」をモチーフにしたキャラクター。
- NTTコミュニケーションズシャイニングアークス 
  - 青いラグビーボール型のシルエットに、NTTコミュニケーションズを象徴するロゴ「シャイニングアークス」をデザイン。
- NTTドコモレッドハリケーンズ
  - 赤文字の「R」をバックに、レッドハリケーンズのロゴ。